# Гашлер, Карел
Карел Гашлер (чеш. Karel Hašler; 31 октября 1879 — 22 декабря 1941) — чешский поэт, писатель, композитор, певец, сценарист, актёр и режиссёр.

## Биография
Карел Гашлер родился 31 октября 1879 гола в местности Злыхов, Чехия, в семье стекольщика. С 1897 года он начал играть в театрах Праги, театр Павла Шванда в Смехове, Табора, Брна, Национальный театр, Любляне.
В 1903 году его приняли в Пражский национальный театр, откуда в 1916 году его уволили за нарушение дисциплины. Но уже до этого Карел стал зарабатывать своими песнями. Первое выступление состоялось в 1908 году в ресторане «У слона» и прошло с большим успехом. Песню «Вечер за Страговской башней» народ поёт по сей день.
В 1908 году Карел Гашлер женился на Здене Фримловой, сестре пианиста и композитора Рудольфа Фримла, их сын Зденек Милош Гашлер (1909—1972) был киноактёром и режиссёром.
Во время Первой мировой войны Гашлер выступал в кабаре «Рококо», где был директором. Он стал писать куплеты на актуальные политические темы, моментально откликаясь на события. Ему гениально удавалось передавать в музыке народные интонации, потому его песни быстро становились популярными.
В 1920-х годах, его именем были названы мятные конфеты от кашля — гашлерки.
Появление звукового кино стало для Карела Гашлера переломным в его карьере. В кинематограф он пришёл как композитор, сценарист, режиссер и актёр. В 1932 году в фильме «Песняр» он сыграл главную роль. Там впервые прозвучала в его исполнении песня Ta naše písnička česká. Благодаря кинематографу Карел Гашлер снискал большую популярность в Чехии.
Во время второй мировой войны Карел Гашлер исполнял патриотические песни.
В начале 1941 года он был арестован, но через три дня был отпущен. Но он продолжал петь свои песни. В сентябре 1941 года его забрали снова. В конце концов он был арестован и заключён в концлагере Маутгаузен. В констаборе его жестоко избил пьяный эсэсовец, в результате чего на ноге появилась открытая рана. Вскоре появились первые признаки гангрены.
21 декабря 1941 Карела Гашлера перевели в блок для штрафников, где раздели догола и поставили под ледяной душ. На следующий день Карел Гашлер скончался.

## Памятник
31 октября 2009 года по случаю 130-летия со дня рождения в Праге Карелу Гашлеру был открыт памятник.